# Championnat d'Espagne de hockey sur glace 1994-1995
Saison précédente Saison suivante
La saison 1994-1995 est la 21e saison du championnat d'Espagne de hockey sur glace. Cette saison, le championnat porte le nom de Superliga Española.

## Clubs de la Superliga 1994-1995
- FC Barcelone
- ARD Gasteiz
- CH Jaca
- CG Puigcerdà
- Txuri Urdin

## Première Phase

### Classement
| # | Club         | Joués | V | N | D | bp:bc  | +/- | Points |
| - | ------------ | ----- | - | - | - | ------ | --- | ------ |
| 1 | Txuri Urdin  | 8     | 8 | 0 | 0 | 86:19  | +67 | 16     |
| 2 | CH Jaca      | 8     | 5 | 0 | 3 | 64:28  | +36 | 10     |
| 3 | FC Barcelone | 8     | 4 | 0 | 4 | 42:45  | -3  | 8      |
| 4 | CG Puigcerdà | 8     | 3 | 0 | 5 | 33:41  | -8  | 6      |
| 5 | ARD Gasteiz  | 8     | 0 | 0 | 8 | 17:109 | -92 | 0      |

## Séries finales
Les demi-finales se jouent au meilleur des trois matchs, la finale sur un seul match.

### Demi-finales
| Équipes      | 1 | 2 | 3 | Série |
| CG Puigcerdà | 6 | 2 | 4 | 1     |
| Txuri Urdin  | 3 | 5 | 5 | 2     |

| Équipes      | 1 | 2 | 3 | Série |
| CH Jaca      | 9 | 9 |   | 2     |
| FC Barcelone |   |   |   | 0     |

### Finale
| Équipes     | Finale |
| Txuri Urdin | 7      |
| CH Jaca     | 4      |

Le Txuri Urdin est sacré Champion d'Espagne de hockey sur glace 1994-1995.